# Банга (суп)

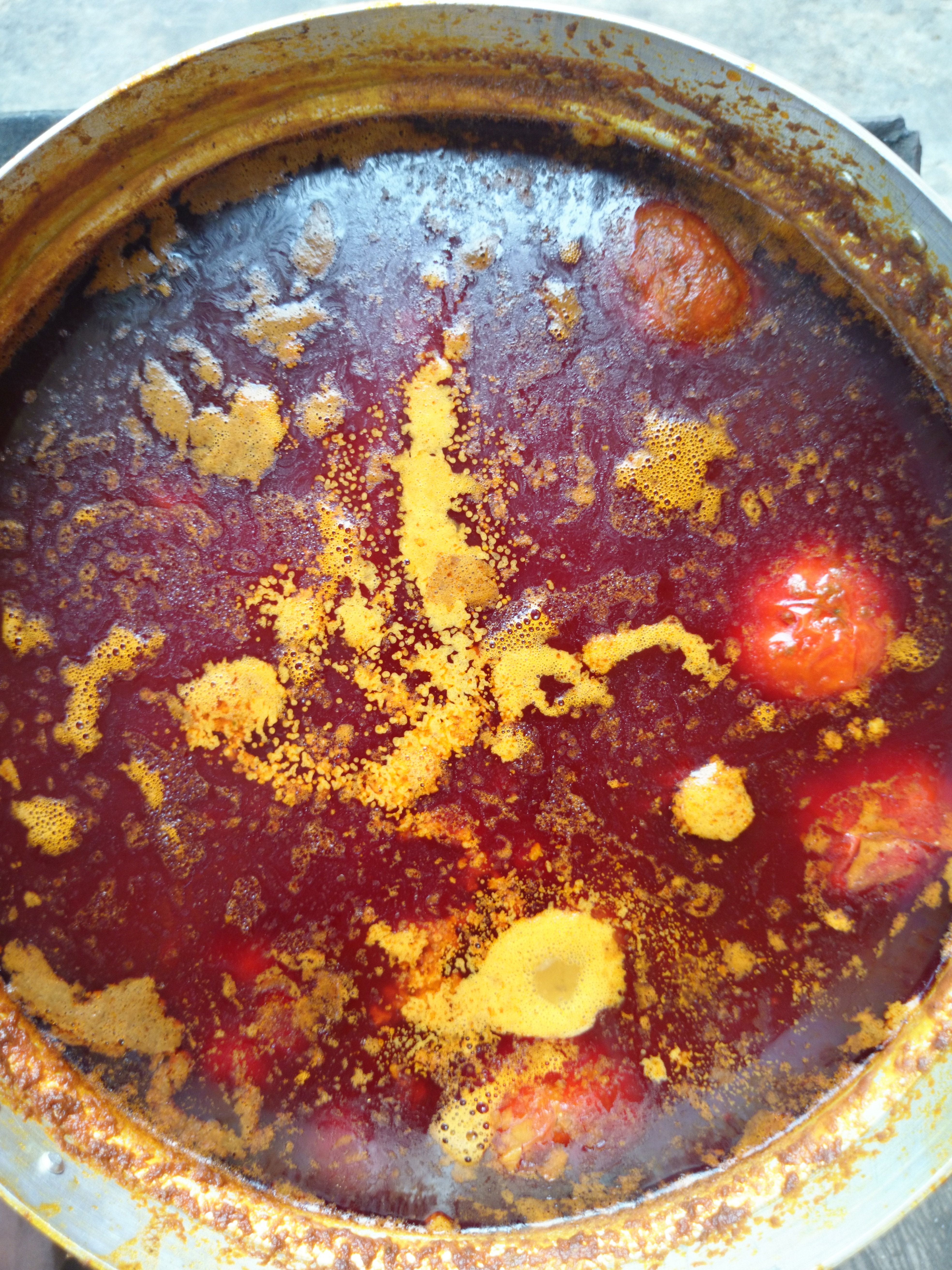
Готовий до споживання банга

Суп із пальмових горіхів — це суп, приготований із фруктів олійної пальми, і він є спільним для африканської громади. Він походить від племені ургобо у штаті Дельта, Нігерія. Суп із пальмових горіхів став континентальним супом. У Гані його в народі вольти називають дедеці, а акани — абенкван. У Нігерії його називають супом банга або амієді у племені ургобо, звідки він походить, а народ ігбо на південному сході Нігерії називає його офе акву. Ласощі використовуються, щоб доповнювати інші страви, такі як крохмаль (усі) для ургобо у штаті Дельта, Нігерія, банку для Гани і рису для племені ігбо.

## За регіонами

### Нігерія

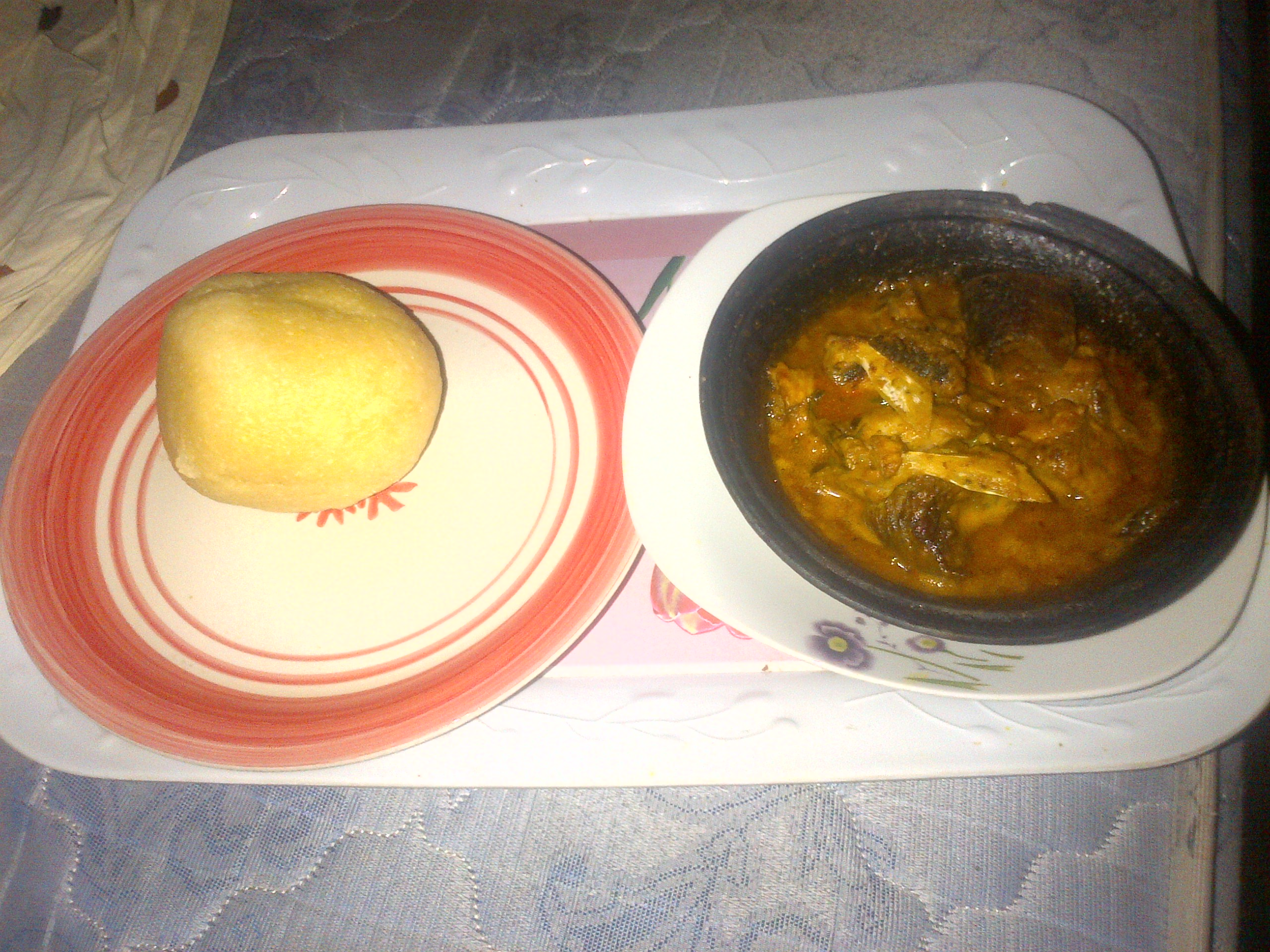
Еба (Гаррі з Кассави) подається зі свіжою рибою суп банга (пальмове ядро) у глиняному горщику

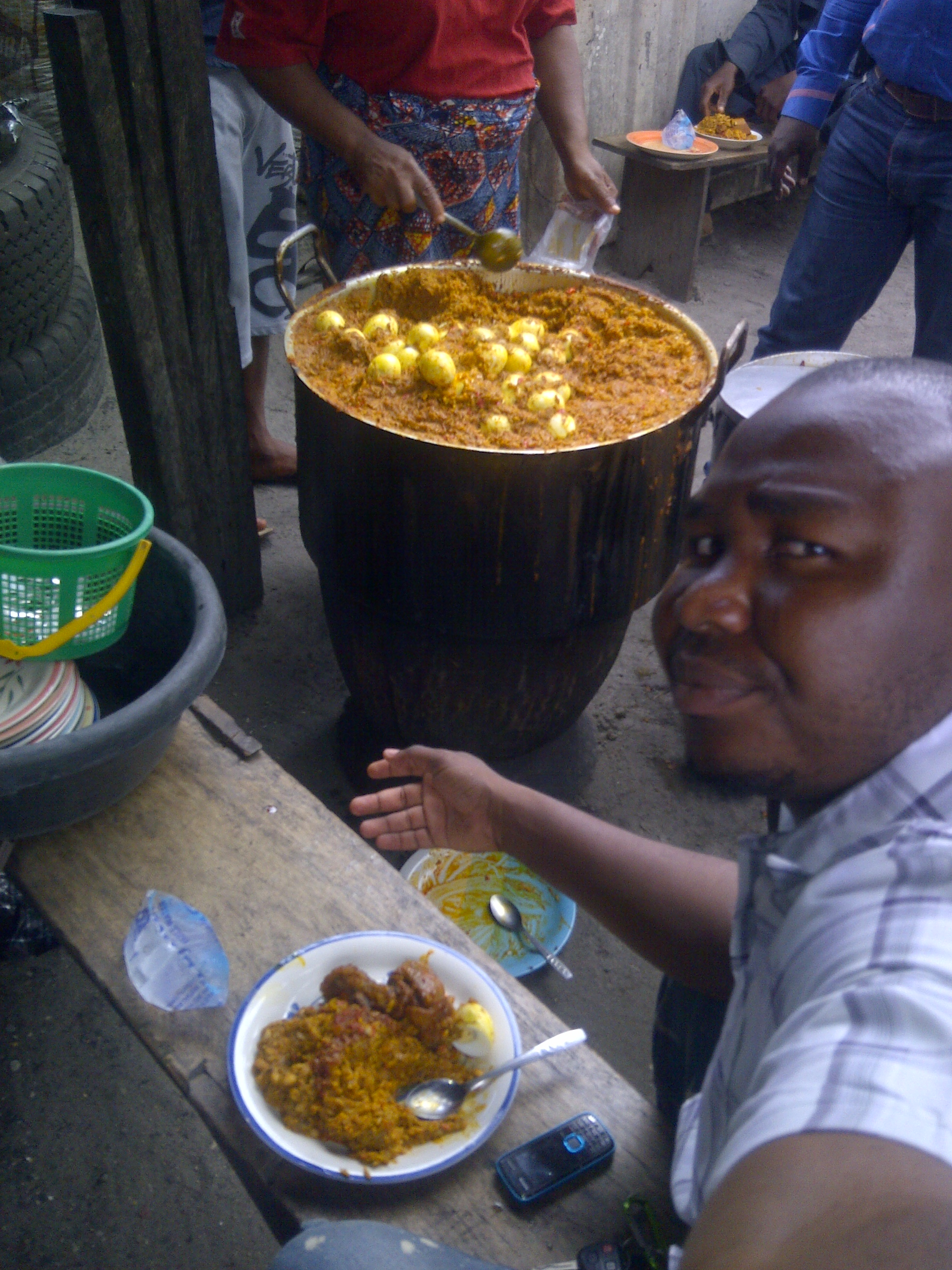
Рис із пальмової олії (рис банга) подається з коров'ячим м'ясом і вареним яйцем

Банга, також відомий як огхво амієді мовою ургобо та ізуво ібієді мовою ісоко, є видом супу з пальмових горіхів із південної частини дельти Нігеру, Нігерія, особливо в етнічній групі іцекірі. Ця кухня значно відрізняється від «Офе акву», який є варіантом, що трапляється в культурі ігбо. Біні мають суп із пальмових горіхів, подібний до «Офе Акву» за інгредієнтами та способом приготування.
Суп банга приправляється белетете, фруктами айдану, роходжі, листям спецій банга, що називається обенетітін (запах або гірке листя можна замінити), паличкою обурунбебе, дрібно нарізаною цибулею, донними раками, перцем чилі чи скотч бонетом та сіллю. Іноді суп їдять із запіканкою з кокоями (таро), який називають квакоко. Суп банга в основному готують із використанням свіжого сома (суп банга зі свіжої риби), сушеної/копченої риби або м'яса.
Із супу можна також зробити смачну страву з додаванням овочу окра.
Суп Мбанга — це суп із пальмових горіхів у камерунській кухні та західноафриканській кухні. Його часто подають із квакоко. Суп — це камерунська версія західноафриканського банга, супу з пальмових горіхів, який їдять у районах, включаючи частини Нігерії. У Камеруні мбанга готується із використанням свіжих пальмових горіхів. Поза територією можна використовувати консервований нут.

## Галерея

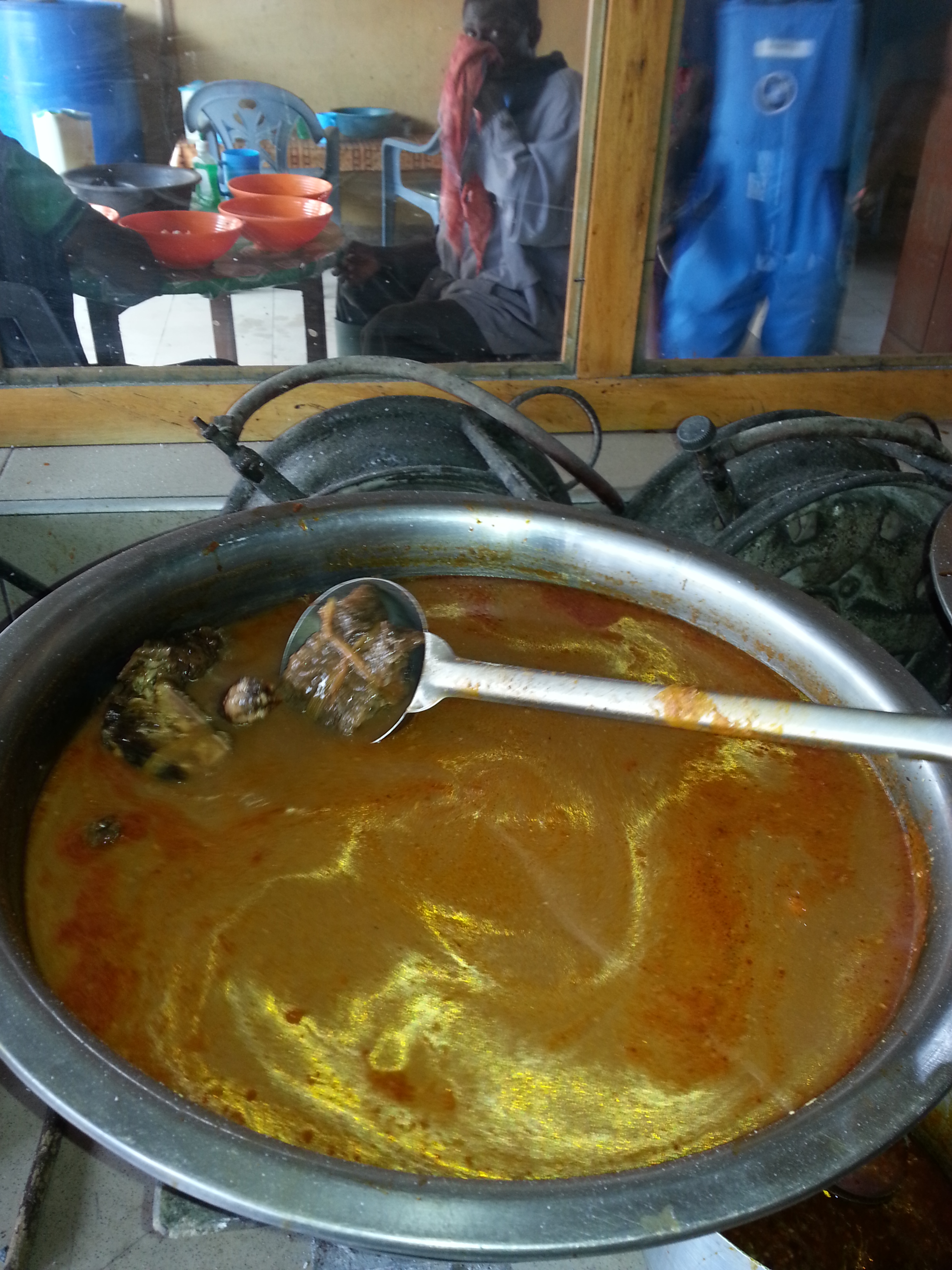
Суп із пальмових горіхів із рибою
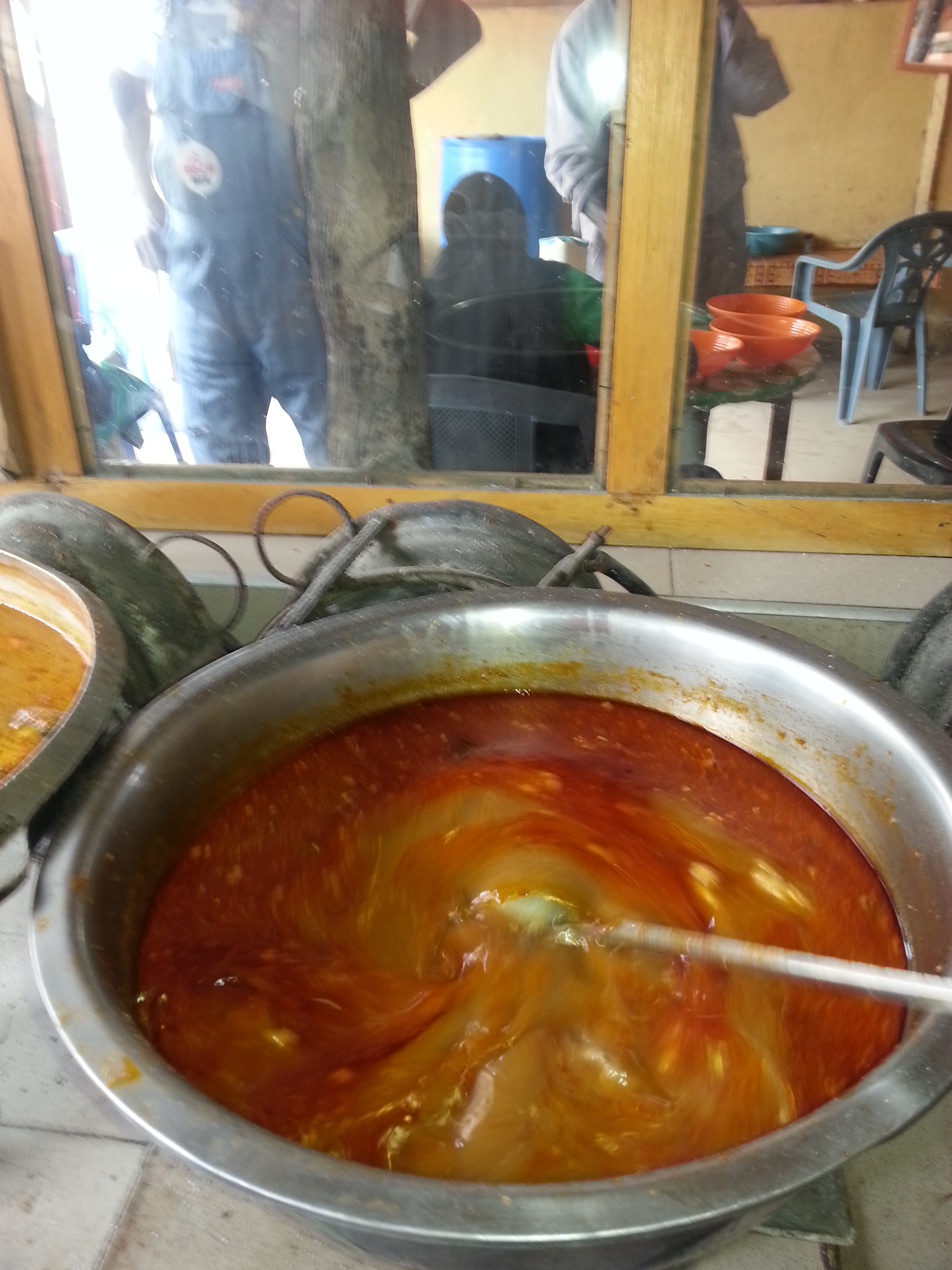
Суп із пальмових горіхів
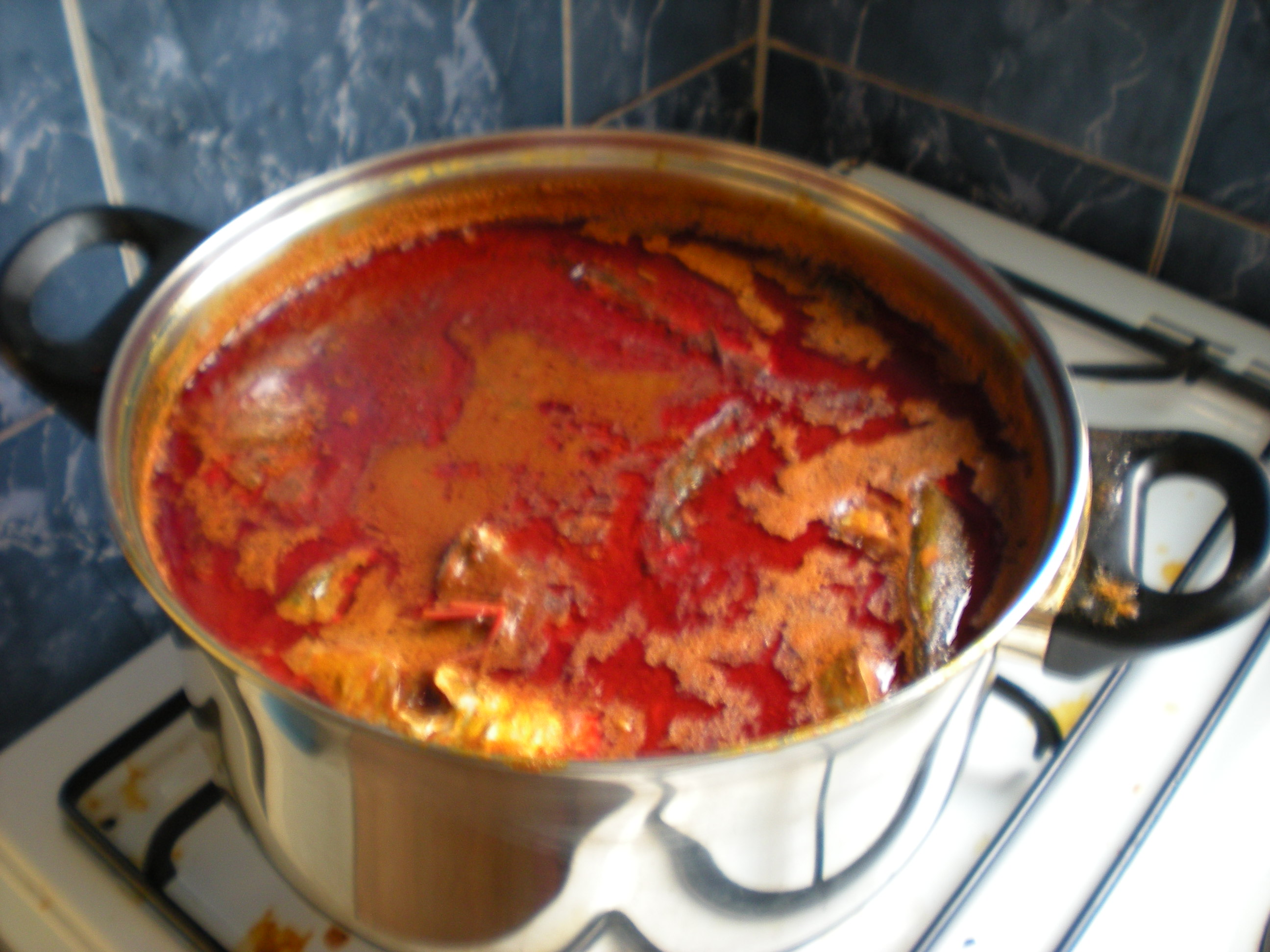
Аканський ганський суп із пальмових горіхів
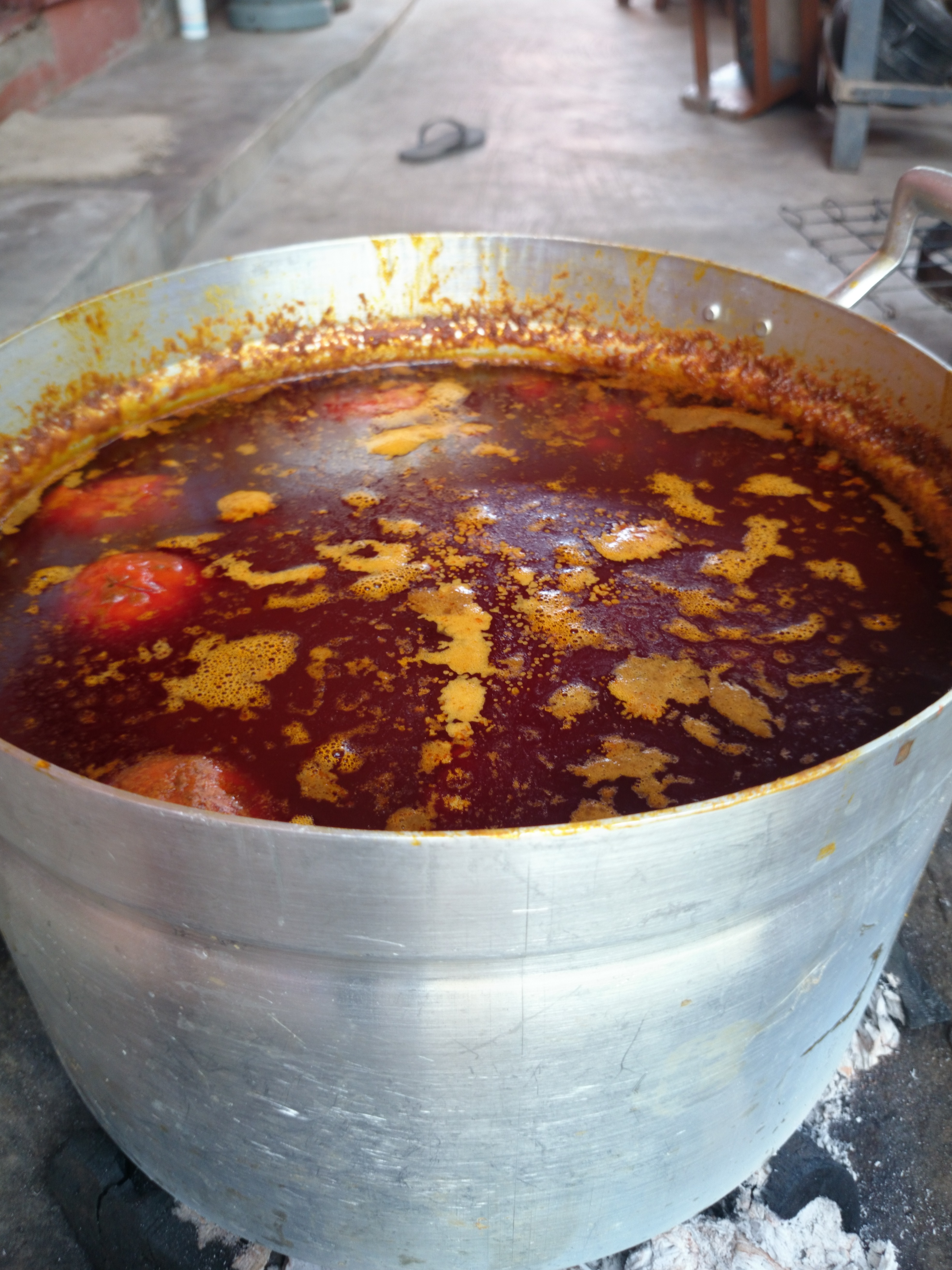
Суп із пальмових горіхів зблизька
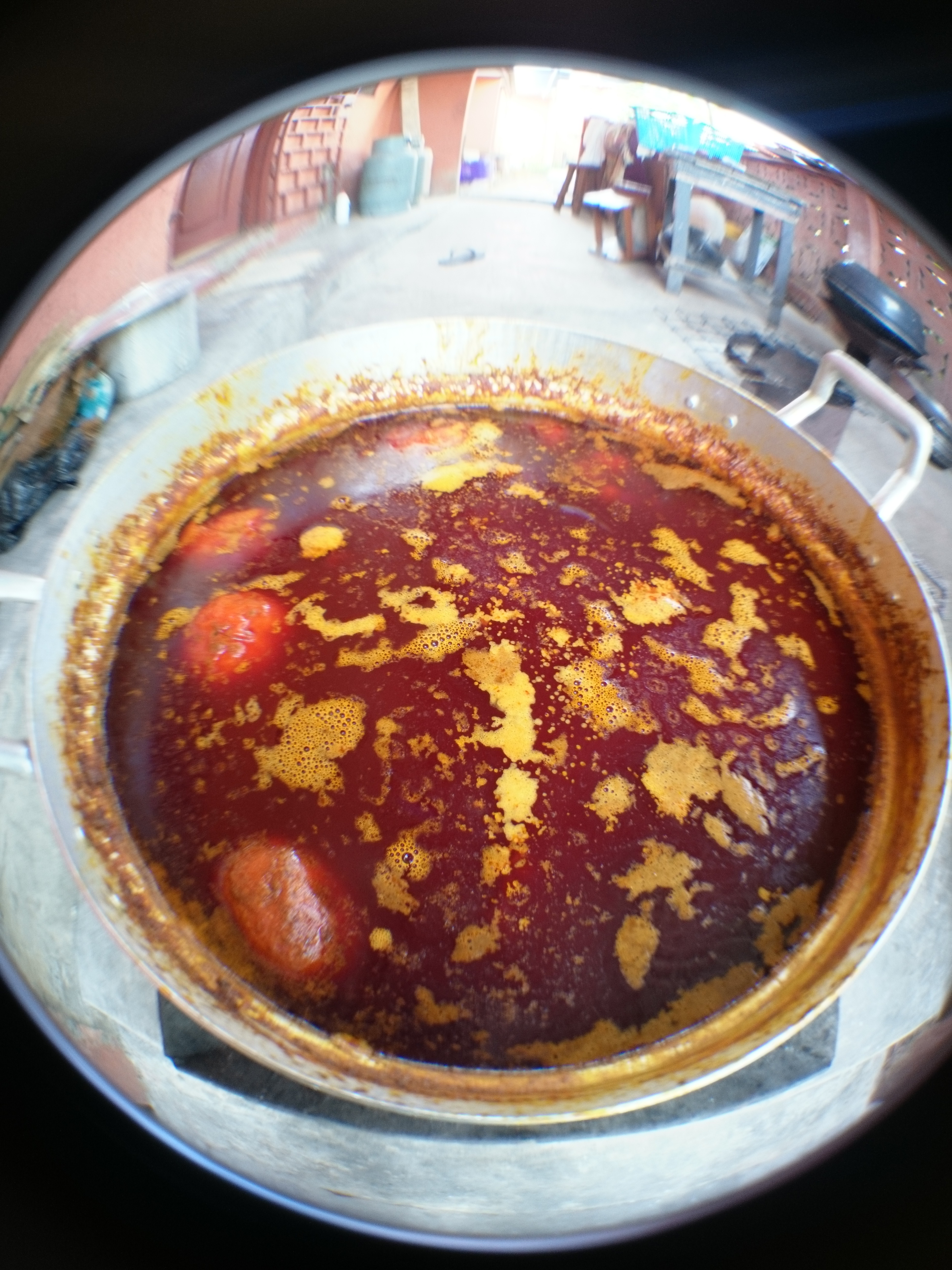
Суп із пальмових горіхів на вогні
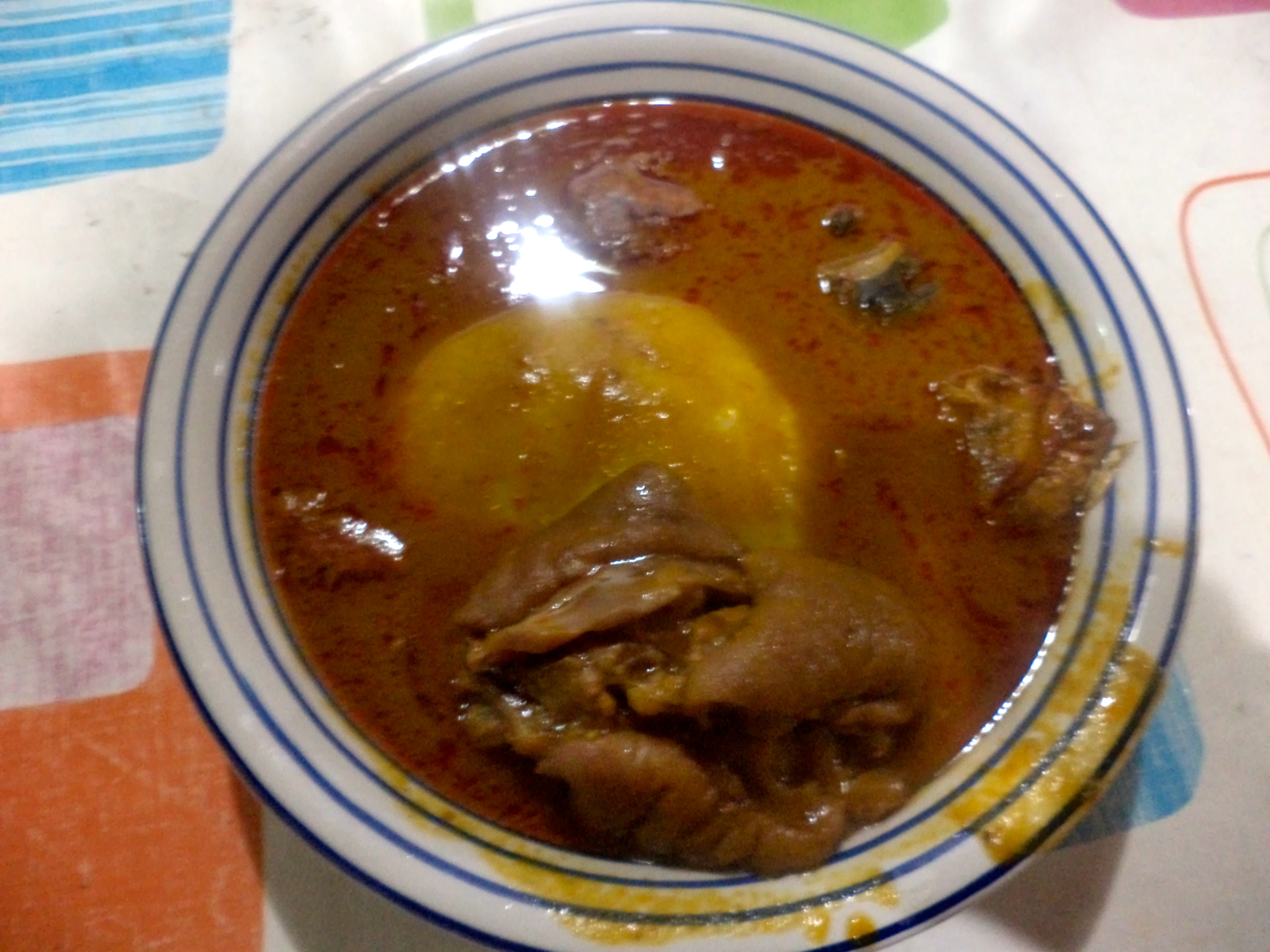
Фуфу з супом із пальмових горіхів, равликом та тиляпією